# Специјална јединица Пеша
Специјална јединица „Пеша” била је једна од елитних јединица Војске Републике Српске у саставу Прве посавске бригаде Источнобосанског корпуса.

## Настанак
Јединица је основана у марту 1993. године на предлог начелника бригаде, мајора Драгише Секулића. Јединица је објединила два постојећа извиђачко-диверзантска вода Прве посавске бригаде: „Мићине бебе” и „Пеша”. За командира чете постављен је Бошко Перић „Пеша”. Одреду је временом прикључен и вод тенкова као и оклопна возила с противавионским наоружањем.

## Ратни пут
Чета је учествовала у већини операција Источнобосанског корпуса. Одмах након оснивања, „Пешини” борци заузели су окупирано српско село Липовац надомак Брчког. Током лета, чета је наступала у шпицу напада на бошњачке снаге у операцији Садејство 93 када је проширен посавски Коридор. Специјална јединица „Пеша” се посебно истакла у деблокади брда Лисача на Мајевици у новембру 1994, којом приликом је из окружења избављено 70 бораца Војске Републике Српске. Током напада погинуо је командир јединице, Бошко Перић „Пеша”.

## Историја
Током рата погинуло је 19 бораца чете „Пеша”, 20 је рањено, 1 је нестао, док је рат преживео 81 борац.